# 山口労働局
山口労働局（やまぐちろうどうきょく）は、山口県山口市にある日本の都道府県労働局で、山口県を管轄している。

## 所在地
- 本局 山口県山口市中河原町6番16号 山口地方合同庁舎2号館

## 組織
局長
- 総務部
  - 総務課、企画室、労働保険徴収室
- 労働基準部
  - 監督課、健康安全課、賃金室、労災補償課
- 職業安定部
  - 職業安定課、職業対策課、需給調整事業室、求職者支援室
- 雇用均等室

## 出先機関

### 労働基準監督署
労働基準監督署の名称、位置及び管轄区域については、厚生労働省組織規則（平成13年1月6日厚生労働省令第1号）別表第4で定められている。
| 労働基準監督署名称 | 所在地 | 管轄区域                                                                                         |
| ------------------ | ------ | ------------------------------------------------------------------------------------------------ |
| 下関労働基準監督署 | 下関市 | 下関市                                                                                           |
| 宇部労働基準監督署 | 宇部市 | 宇部市、美祢市（秋芳町、美東町を除く）、山陽小野田市                                             |
| 徳山労働基準監督署 | 周南市 | 周南市（旧熊毛町を除く）                                                                         |
| 下松労働基準監督署 | 下松市 | 下松市、光市、柳井市（旧大畠町を除く）、周南市のうち旧熊毛町、熊毛郡（上関町、田布施町、平生町） |
| 岩国労働基準監督署 | 岩国市 | 岩国市、柳井市のうち旧大畠町、大島郡（周防大島町）、玖珂郡（和木町）                             |
| 山口労働基準監督署 | 山口市 | 山口市、防府市、美祢市のうち秋芳町、美東町                                                       |
| 萩労働基準監督署   | 萩市   | 萩市、長門市、阿武郡（阿武町）                                                                   |

### 公共職業安定所（ハローワーク）
公共職業安定所とその出張所の名称、位置及び管轄区域については、厚生労働省組織規則別表第5で定められている。
| 公共職業安定所名称       | 所在地 | 管轄区域                                                         |
| ------------------------ | ------ | ---------------------------------------------------------------- |
| 山口公共職業安定所       | 山口市 | 山口市（徳地を除く）                                             |
| 下関公共職業安定所       | 下関市 | 下関市                                                           |
| 宇部公共職業安定所       | 宇部市 | 宇部市、美祢市、山陽小野田市                                     |
| 防府公共職業安定所       | 防府市 | 山口市のうち徳地、防府市                                         |
| 萩公共職業安定所         | 萩市   | 萩市、阿武郡（阿武町）                                           |
| 萩公共職業安定所長門分室 | 長門市 | 長門市                                                           |
| 徳山公共職業安定所       | 周南市 | 周南市（旧熊毛町を除く）                                         |
| 下松公共職業安定所       | 下松市 | 下松市、光市、周南市のうち旧熊毛町                               |
| 岩国公共職業安定所       | 岩国市 | 岩国市、玖珂郡（和木町）                                         |
| 柳井公共職業安定所       | 柳井市 | 柳井市、大島郡（周防大島町）、熊毛郡（上関町、田布施町、平生町） |

## 管轄
- 山口県全域